# Less
less es un visualizador de archivos de texto que funciona en intérpretes de comando.
A diferencia de otros programas similares (como more), less permite una completa navegación por el contenido del archivo, utilizando un mínimo de recursos del sistema. 
less es Software libre.

## Historia
Less fue inicialmente desarrollado entre 1983-85 por Mark Nudelman en la ahora extinta Integrated Office Systems. Finalmente fue liberado a la comunidad, y en la actualidad es sumamente popular en trabajos de consola. Less es el visualizador estándar de man.

## Funcionamiento
Less no solo puede utilizarse para ver el contenido de archivos, sino que también para navegar por el resultado de otros programas, como por ejemplo: grep, sort, file, tree, etc. 
Las bondades del programa son las siguientes:
- Navegación completa, con avance/retroceso de página (o línea a línea) y movimiento lateral.
- Búsqueda de palabras o frases (incluso vía expresiones regulares), con resaltado de resultados.
- Visualización simultánea de varios archivos.
- Soporta formato negrita y subrayado de palabras (usado por ejemplo con man).
- Otras varias características avanzadas como: ver número de líneas, guardar el contenido en un archivo (útil con grep y otros), creación de bookmarks para navegación, etc.
- Es portable y opera en casi todos los OS: Windows (XP/2000/98 etc), DOS, Linux y demás Unixes (FreeBSD, Solaris, etc).

Less se configura especificando parámetros de invocación, y aunque no tiene menú se maneja fácilmente por medio de comandos.
La manera de ejecutarlo es:   less [opciones] [archivo...]

### Parámetros comunes
- -g: Solo se resalta la coincidencia actual de cualquier texto buscado.
- -I: Las búsquedas serán insensibles a mayúsculas o minúsculas.
- -M: Mostrar datos de navegación.
- -N: Mostrar número de cada línea (útil en archivos de código fuente).
- -p patrón: Muestra los resultados a partir de la primera aparición de la palabra o patrón escrito.
- -S: Deshabilitar auto-ajuste de líneas (las líneas largas serán visibles por navegación lateral).

### Comandos comunes
- Teclas de Flechas/AvPag/RePag/Inicio/Fin: Navegación.
- ng: Saltar a línea número n.
- /patrón: (slash) Buscar palabra o frase patrón. Se pueden utilizar expresiones regulares.
- n: Ir a siguiente coincidencia (después de una búsqueda).
- N: Ir a coincidencia anterior.
- mletra: Marcar posición actual (bookmark) con una letra.
- 'letra: (comilla simple) Regresar a la marca letra.
- s: Guardar contenido actual (obtenido desde otro programa como grep) en un archivo.
- =: (signo igual) Información del archivo en curso.
- h: Ayuda.
- q: Salir.

## Ejemplos
```
less
 
-M
 
readme.txt
                     
#Leer archivo "readme.txt".

file
 
*
 
|
 
less
                          
#Facilitar análisis de archivos.

grep
 
-rin
 
void
 
*.*
 
|
 
less
 
-SI
 
-p
 
void
  
#Facilitar la búsqueda de "void".

```